# Deux de couple poids légers masculin aux Jeux olympiques d'été de 2020
Navigation
Rio de Janeiro 2016 Paris 2024
L'épreuve masculine de deux de couple poids léger des Jeux olympiques d'été de 2020 de Tokyo a lieu au Sea Forest Waterway du 24 au 29 juillet 2021.

## Compétition

### Séries
Les deux premières embarcations de chaque série se qualifient pour les demi-finales A/B, les autres disputent des repêchages.

#### Série 1
| Rang | Ligne | Rameur                                    | Pays        | Temps         | Notes |
| ---- | ----- | ----------------------------------------- | ----------- | ------------- | ----- |
| 1    | 3     | Jonathan Rommelmann Jason Osborne         | Allemagne   | 6 min 21 s 71 | QAB   |
| 2    | 1     | Stefano Oppo Pietro Ruta                  | Italie      | 6 min 24 s 25 | QAB   |
| 3    | 2     | Pedro Fraga Afonso Costa                  | Portugal    | 6 min 44 s 09 | R     |
| 4    | 4     | Shakhboz Kholmurzaev Sobirjon Safaroliyev | Ouzbékistan | 6 min 44 s 98 | R     |
| 5    | 6     | Cesar Amaris Jose Guipe                   | Venezuela   | 6 min 46 s 11 | R     |
| 6    | 5     | Siwakorn Wongpin Nawamin Deenoi           | Thaïlande   | 7 min 07 s 05 | R     |

#### Série 2
| Rang | Ligne | Rameur                                        | Pays     | Temps         | Notes |
| ---- | ----- | --------------------------------------------- | -------- | ------------- | ----- |
| 1    | 4     | Fintan McCarthy Paul O'Donovan                | Irlande  | 6 min 23 s 74 | QAB   |
| 2    | 1     | Jiri Simanek Miroslav Vrastil                 | Tchéquie | 6 min 28 s 10 | QAB   |
| 3    | 2     | Jerzy Kowalski Artur Mikolajczewski           | Pologne  | 6 min 31 s 85 | R     |
| 4    | 3     | Igor Khmara Stanislav Kovalov                 | Ukraine  | 6 min 36 s 05 | R     |
| 5    | 6     | Arjun Lal Jat Arvind Singh                    | Inde     | 6 min 40 s 33 | R     |
| 6    | 5     | Bruno Cetraro Berriolo Felipe Kluver Ferreira | Uruguay  | 6 min 42 s 85 | R     |

#### Série 3
| Rang | Ligne | Rameur                                 | Pays     | Temps         | Notes |
| ---- | ----- | -------------------------------------- | -------- | ------------- | ----- |
| 1    | 2     | Kristoffer Brun Are Weierholt Strandli | Norvège  | 6 min 25 s 74 | QAB   |
| 2    | 6     | Niels van Zandweghe Tim Brys           | Belgique | 6 min 26 s 51 | QAB   |
| 3    | 1     | Patrick Keane Maxwell Lattimer         | Canada   | 6 min 27 s 54 | R     |
| 4    | 3     | Caetano Horta Pombo Manel Balastegui   | Espagne  | 6 min 38 s 72 | R     |
| 5    | 4     | Cesar Abaroa Eber Sanhueza             | Chili    | 6 min 53 s 15 | R     |
| 6    | 5     | Kamel Ait Daoud Sid Ali Boudina        | Algérie  | 6 min 57 s 32 | R     |

### Repêchages
Les trois premières embarcations de chaque série se qualifient pour les demi-finales A/B, les autres vont en finale C.

#### Repêchage 1
| Rang | Ligne | Rameur                                        | Pays      | Temps         | Notes |
| ---- | ----- | --------------------------------------------- | --------- | ------------- | ----- |
| 1    | 2     | Igor Khmara Stanislav Kovalov                 | Ukraine   | 6 min 36 s 28 | QAB   |
| 2    | 3     | Patrick Keane Maxwell Lattimer                | Canada    | 6 min 36 s 79 | QAB   |
| 3    | 1     | Bruno Cetraro Berriolo Felipe Kluver Ferreira | Uruguay   | 6 min 36 s 87 | QAB   |
| 4    | 4     | Pedro Fraga Afonso Costa                      | Portugal  | 6 min 36 s 95 | QC    |
| 5    | 5     | Cesar Abaroa Eber Sanhueza                    | Chili     | 6 min 48 s 22 | QC    |
| 6    | 6     | Siwakorn Wongpin Nawamin Deenoi               | Thaïlande | 7 min 20 s 50 | QC    |

#### Repêchage 2
| Rang | Ligne | Rameur                                    | Pays        | Temps         | Notes |
| ---- | ----- | ----------------------------------------- | ----------- | ------------- | ----- |
| 1    | 3     | Jerzy Kowalski Artur Mikolajczewski       | Pologne     | 6 min 43 s 44 | QAB   |
| 2    | 4     | Caetano Horta Pombo Manel Balastegui      | Espagne     | 6 min 45 s 71 | QAB   |
| 3    | 5     | Arjun Lal Jat Arvind Singh                | Inde        | 6 min 51 s 36 | QAB   |
| 4    | 2     | Shakhboz Kholmurzaev Sobirjon Safaroliyev | Ouzbékistan | 6 min 56 s 22 | QC    |
| 5    | 1     | Cesar Amaris Jose Guipe                   | Venezuela   | 7 min 01 s 46 | QC    |
| 6    | 6     | Kamel Ait Daoud Sid Ali Boudina           | Algérie     | 7 min 12 s 08 | QC    |

### Demi-finales
Les trois premiers de chaque série se qualifient pour la finale.

#### Demi-finale 1
| Rang | Ligne | Rameurs                                       | Pays      | Temps          | Notes |
| ---- | ----- | --------------------------------------------- | --------- | -------------- | ----- |
| 1    | 4     | Jonathan Rommelmann Jason Osborne             | Allemagne | 6 min 7 s 33   | QA    |
| 2    | 1     | Bruno Cetraro Berriolo Felipe Kluver Ferreira | Uruguay   | 6 min 11 s 48  | QA    |
| 3    | 5     | Jiri Simanek Miroslav Vrastil                 | Tchéquie  | 6 min 11 s 88  | QA    |
| 4    | 2     | Jerzy Kowalski Artur Mikolajczewski           | Pologne   | 6 min 12 s 79  | QB    |
| 5    | 6     | Patrick Keane Maxwell Lattimer                | Canada    | 6 min 18 s 29  | QB    |
| 6    | 3     | Kristoffer Brun Are Weierholt Strandli        | Norvège   | 12 min 16 s 25 | QB    |

#### Demi-finale 2
| Rang | Ligne | Rameur                               | Pays     | Temps         | Notes  |
| ---- | ----- | ------------------------------------ | -------- | ------------- | ------ |
| 1    | 3     | Fintan McCarthy Paul O'Donovan       | Irlande  | 6 min 5 s 33  | QA, WB |
| 2    | 4     | Stefano Oppo Pietro Ruta             | Italie   | 6 min 7 s 70  | QA     |
| 3    | 2     | Niels van Zandweghe Tim Brys         | Belgique | 6 min 13 s 07 | QA     |
| 4    | 5     | Igor Khmara Stanislav Kovalov        | Ukraine  | 6 min 14 s 57 | QB     |
| 5    | 1     | Caetano Horta Pombo Manel Balastegui | Espagne  | 6 min 15 s 49 | QB     |
| 6    | 6     | Arjun Lal Jat Arvind Singh           | Inde     | 6 min 24 s 41 | QB     |

### Finales

#### Finale A
| Rang                                | Ligne | Rameurs                                       | Pays      | Temps         |
| ----------------------------------- | ----- | --------------------------------------------- | --------- | ------------- |
| Médaille d'or, Jeux olympiques      | 3     | Fintan McCarthy Paul O'Donovan                | Irlande   | 6 min 6 s 43  |
| Médaille d'argent, Jeux olympiques  | 4     | Jonathan Rommelmann Jason Osborne             | Allemagne | 6 min 7 s 29  |
| Médaille de bronze, Jeux olympiques | 2     | Stefano Oppo Pietro Ruta                      | Italie    | 6 min 14 s 30 |
| 4                                   | 1     | Jiri Simanek Miroslav Vrastil                 | Tchéquie  | 6 min 16 s 42 |
| 5                                   | 6     | Niels van Zandweghe Tim Brys                  | Belgique  | 6 min 18 s 10 |
| 6                                   | 5     | Bruno Cetraro Berriolo Felipe Kluver Ferreira | Uruguay   | 6 min 24 s 21 |

#### Finale B
| Rang | Ligne | Rameur                                 | Pays    | Temps         |
| ---- | ----- | -------------------------------------- | ------- | ------------- |
| 1    | 2     | Caetano Horta Pombo Manel Balastegui   | Espagne | 6 min 15 s 45 |
| 2    | 4     | Jerzy Kowalski Artur Mikolajczewski    | Pologne | 6 min 16 s 01 |
| 3    | 3     | Igor Khmara Stanislav Kovalov          | Ukraine | 6 min 16 s 92 |
| 4    | 5     | Patrick Keane Maxwell Lattimer         | Canada  | 6 min 17 s 60 |
| 5    | 1     | Arjun Lal Jat Arvind Singh             | Inde    | 6 min 29 s 66 |
| 6    | 6     | Kristoffer Brun Are Weierholt Strandli | Norvège | DNS           |

#### Finale C
| Rang | Ligne | Rameurs                                   | Pays        | Temps         |
| ---- | ----- | ----------------------------------------- | ----------- | ------------- |
| 1    | 3     | Pedro Fraga Afonso Costa                  | Portugal    | 6 min 24 s 44 |
| 2    | 5     | Cesar Abaroa Eber Sanhueza                | Chili       | 6 min 31 s 97 |
| 3    | 2     | Cesar Amaris Jose Guipe                   | Venezuela   | 6 min 36 s 37 |
| 4    | 4     | Shakhboz Kholmurzaev Sobirjon Safaroliyev | Ouzbékistan | 6 min 40 s 25 |
| 5    | 6     | Kamel Ait Daoud Sid Ali Boudina           | Algérie     | 6 min 41 s 62 |
| 6    | 1     | Siwakorn Wongpin Nawamin Deenoi           | Thaïlande   | 6 min 56 s 13 |